# Dra. G: Médica Forense
Dra. G: Médico Forense (en inglés: Dr. G: Medical Examiner) es una serie docu-reality (documental y reality show) de televisión que se estrenó el 22 de julio de 2004, en el canal de televisión estadounidense Discovery Health. El último episodio fue en febrero de 2012 tras la desaparición del canal Discovery Health en Estados Unidos 31 de diciembre de 2010, el programa pasó a emitirse en su sucesor Discovery Fit & Heath (Actualmente llamado Discovery Life), el fin de la serie fue en 2012.

## Descripción
Esta serie presenta a la doctora Jan Garavaglia, también conocida como la Dra. G, una prestigiosa médico forense que trabaja en la morgue del Distrito 9 en Orlando, Florida, donde tratará de resolver y explicar las causas de muerte de cada fallecido en la morgue. La serie tiene algunas dramatizaciones para explicar detalladamente como sucedió el problema y como lo están investigando.
En cada episodio de la Dra. G: Médico Forense, se centra en dos o tres casos que Garavaglia ha logrado resolver con maestría y precisión científica.